# Ryan Fisher
Ryan Fisher (5 de abril de 1991) es un deportista australiano que compite en triatlón. Ganó dos medallas de plata en el Campeonato de Oceanía de Triatlón en los años 2014 y 2019.

## Palmarés internacional
| Campeonato de Oceanía | Campeonato de Oceanía | Campeonato de Oceanía | Campeonato de Oceanía |
| Año                   | Lugar                 | Medalla               | Prueba                |
| --------------------- | --------------------- | --------------------- | --------------------- |
| 2014                  | Devonport (Australia) | Medalla de plata      | Individual            |
| 2019                  | Devonport (Australia) | Medalla de plata      | Relevo mixto          |